# 25113 Benwasserman
25113 Benwasserman (tên chỉ định: 1998 RS65) là một tiểu hành tinh vành đai chính. Nó được phát hiện bởi dự án Nghiên cứu tiểu hành tinh gần Trái Đất Lincoln ở Socorro, New Mexico, ngày 14 tháng 9 năm 1998. Nó được đặt theo tên Benjamin David Wasserman, an American high school student whose behavioral và social sciences project won second place ở the 2008 Giải thưởng Khoa học và Kỹ thuật Intel.